# Shawinigan Cataractes
Shawinigan Cataractes (francouzsky Cataractes de Shawinigan) je kanadský juniorský klub ledního hokeje, který sídlí v Shawiniganu v provincii Québec. Od roku 1969 působí v juniorské soutěži Quebec Major Junior Hockey League. Své domácí zápasy odehrává v hale Centre Gervais Auto s kapacitou 5 195 diváků. Klubové barvy jsou námořnická modř, zlatá, zelená, bílá a burgundská.
Nejznámější hráči, kteří prošli týmem, byli např.: Patrick Lalime, Zbyněk Michálek, Radim Vrbata, Alex Bourret, Mathieu Biron, Marc-André Bergeron, Nick Petersen, Jason Pominville, Pascal Leclaire nebo Timo Pielmeier.

## Historické názvy
Zdroj: 
- 1969 – Shawinigan Bruins
- 1973 – Shawinigan Dynamos
- 1978 – Shawinigan Cataractes

## Úspěchy
- Vítěz Memorial Cupu ( 1× )
  - 2012

## Přehled ligové účasti
Zdroj: 
- 1969–1970: Quebec Major Junior Hockey League (Východní divize)
- 1970–1973: Quebec Major Junior Hockey League
- 1973–1976: Quebec Major Junior Hockey League (Východní divize)
- 1976–1982: Quebec Major Junior Hockey League (Diliova divize)
- 1981–1982: Quebec Major Junior Hockey League
- 1982–1988: Quebec Major Junior Hockey League (Diliova divize)
- 1988–1990: Quebec Major Junior Hockey League
- 1990–1997: Quebec Major Junior Hockey League (Diliova divize)
- 1997–1999: Quebec Major Junior Hockey League (Lebelova divize)
- 1999–2003: Quebec Major Junior Hockey League (Centrální divize)
- 2003–2005: Quebec Major Junior Hockey League (Ouest divize)
- 2005–2006: Quebec Major Junior Hockey League (Západní divize)
- 2006–2008: Quebec Major Junior Hockey League (Telusova divize)
- 2008–2010: Quebec Major Junior Hockey League (Centrální divize)
- 2010–2011: Quebec Major Junior Hockey League (Západní divize)
- 2010– : Quebec Major Junior Hockey League (Východní divize)